# Ниндзю
Ниндзю или Нидзю (яп. 仁寿 ниндзю, людское долгожитие) — девиз правления (нэнго) японского императора Монтоку с 851 по 854 год .

## Продолжительность
Начало и конец эры:
- 28-й день 4-й луны 4-го года Кадзё (по юлианскому календарю — 1 июня 851 года).
- 30-й день 11-й луны 4-го года Ниндзю (по юлианскому календарю — 23 декабря 854 года).

## Происхождение
Название нэнго было заимствовано из классического древнекитайского сочинения Лунь юй:「子曰、知者楽水、仁者楽山、知者動、仁者静、知者楽、仁者寿」.

## События
- 853 год (2-я луна 3-го года Ниндзю) — император посетил дом удайдзина Фудзивары Ёсифусы, своего тестя[6];

## Сравнительная таблица
Ниже представлена таблица соответствия японского традиционного и европейского летосчисления. В скобках к номеру года японской эры указано название соответствующего года из 60-летнего цикла китайской системы гань-чжи. Японские месяцы традиционно названы лунами.
| 1-й год Ниндзю (Металлическая Коза) | 1-я луна       | 2-я луна*  | 3-я луна  | 4-я луна* | 5-я луна  | 6-я луна* | 7-я луна* | 8-я луна   | 9-я луна*             | 10-я луна  | 11-я луна* | 12-я луна    |               |
| ----------------------------------- | -------------- | ---------- | --------- | --------- | --------- | --------- | --------- | ---------- | --------------------- | ---------- | ---------- | ------------ | ------------- |
| Юлианский календарь                 | 5 февраля 851  | 7 марта    | 5 апреля  | 5 мая     | 3 июня    | 3 июля    | 1 августа | 30 августа | 29 сентября           | 28 октября | 27 ноября  | 26 декабря   |               |
| 2-й год Ниндзю (Водяная Обезьяна)   | 1-я луна       | 2-я луна*  | 3-я луна  | 4-я луна  | 5-я луна* | 6-я луна  | 7-я луна* | 8-я луна*  | 8-я луна (високосная) | 9-я луна*  | 10-я луна  | 11-я луна*   | 12-я луна     |
| Юлианский календарь                 | 25 января 852  | 24 февраля | 24 марта  | 23 апреля | 23 мая    | 21 июня   | 21 июля   | 19 августа | 17 сентября           | 17 октября | 15 ноября  | 15 декабря   | 13 января 853 |
| 3-й год Ниндзю (Водяной Петух)      | 1-я луна*      | 2-я луна   | 3-я луна  | 4-я луна* | 5-я луна  | 6-я луна  | 7-я луна* | 8-я луна*  | 9-я луна              | 10-я луна* | 11-я луна  | 12-я луна*   |               |
| Юлианский календарь                 | 12 февраля 853 | 13 марта   | 12 апреля | 12 мая    | 10 июня   | 10 июля   | 9 августа | 7 сентября | 6 октября             | 5 ноября   | 4 декабря  | 3 января 854 |               |
| 4-й год Ниндзю (Деревянная Собака)  | 1-я луна       | 2-я луна*  | 3-я луна  | 4-я луна* | 5-я луна  | 6-я луна  | 7-я луна* | 8-я луна   | 9-я луна*             | 10-я луна  | 11-я луна  | 12-я луна    |               |
| Юлианский календарь                 | 1 февраля 854  | 3 марта    | 1 апреля  | 1 мая     | 30 мая    | 29 июня   | 29 июля   | 27 августа | 26 сентября           | 25 октября | 24 ноября  | 24 декабря   |               |

* звёздочкой отмечены короткие месяцы (луны) продолжительностью 29 дней. Остальные месяцы длятся 30 дней.